# Yodogimi
Yodogimi (in giapponese 淀君; 1567 – 1615) fu la concubina preferita di Toyotomi Hideyoshi, e madre di Hideyori.

## Infanzia
Yodogimi, in fanciullezza chiamata Chacha, era la primogenita di un matrimonio combinato fra Azai Nagamasa e Oichi, sorella di Oda Nobunaga, per stipulare un'alleanza fra i due clan. Nel 1570 Nagamasa ruppe l'alleanza e ne seguì un periodo di scontri col clan degli Oda, che culminò con la sconfitta degli Azai nel 1573. Mentre era assediato al castello di Odani, Nagamasa mandò la moglie e le tre figlie (dopo Chacha erano nate Ohatsu e Ogo) al sicuro presso il campo di Nobunaga. Nagamasa si suicidò prima che il castello cadesse. 

Oichi si spostò nel castello di Shibata Katsuie, divenendo sua concubina e portando con sé le tre figlie. Katsuie era un generale molto stimato da Oda Nobunaga e, alla morte di quest'ultimo nel 1582, iniziarono gli scontri con l'altro stimato collega, Toyotomi Hideyoshi. Le ostilità fra i due cessarono nel 1583, quando Shibata Katsuie fu sconfitto alla battaglia di Shizugatake. Oichi e Katsuie si suicidarono nel castello in fiamme, mentre Chacha fu mandata assieme alle sorelle al campo di Toyotomi Hideyoshi, dove ebbe salva la vita.

## Concubina di Hideyoshi
Toyotomi Hideyoshi prese Chacha come sua concubina, e le assegnò un magnifico palazzo in riva al fiume Yodo (da cui nacque il nome che adottò nella maturità, Yodogimi). Divenne presto la concubina favorita del Taiko quando, nel 1589, nacque il suo primo figlio Tsurumatsu. Era il primo figlio naturale di Hideyoshi, che innalzò Yodogimi allo stesso rango di sua moglie, Kita-no-Mandokoro. Tuttavia Tsurumatsu morì dopo pochi anni. 

Yodogimi rimase un'altra volta incinta nel 1593 e diede alla luce Hideyori, che divenne l'erede del Taiko. Nel 1594, sempre con tutti gli onori, Yodogimi si spostò nel castello di Fushimi. 

La stabilità del regno terminò alla morte di Hideyoshi nel 1598. Yodogimi si trovò ad essere il punto di riferimento per i daimyō ancora fedeli alla casa dei Toyotomi, che presero le armi contro l'usurpatore Tokugawa Ieyasu. Le circostanze precipitarono dopo la battaglia di Sekigahara, in cui le truppe dei Toyotomi, capeggiate da Ishida Mitsunari, vennero duramente sconfitte. 

Per Yodogimi seguì un periodo di totale sottomissione al nuovo shōgun, mentre tuttavia continuava a raccogliere nel castello di Osaka i superstiti dei fedeli di Hideyoshi. 

Tokugawa Ieyasu considerava Osaka e il suo imprendibile castello come ultimo ostacolo sulla sua strada per la conquista totale. Dopo aver inutilmente cercato di convincere Yodogimi e il figlio a divenire suoi vassalli, nel 1614 Ieyasu decide di attaccare Osaka. L'operazione si rivelò più ardua del previsto: le truppe dei Toyotomi, comandate da Sanada Yukimura, opposero una resistenza insperata agli assalti dei nemici. Ieyasu chiese allora una tregua, che Yodogimi gli concesse. 

Nonostante questo, nel maggio del 1615, Ieyasu venne meno agli accordi e assediò nuovamente Osaka, stavolta presidiata da truppe esigue e presa alla sprovvista. Mentre il castello cadeva, Yodogimi fece seppuku assieme al figlio, ponendo termine alla stirpe dei Toyotomi.

## Accuse
Yodogimi fu spesso accusata di adulterio, soprattutto con Ishida Mitsunari, che aveva giurato di proteggerla dopo la morte del suo signore. Le accuse vennero alimentate anche dal fatto che Hideyoshi ebbe due figli da lei, mentre non era mai riuscito ad averne né dalla moglie né dalle concubine e addirittura si vociferava fosse sterile. Altri sostenevano addirittura che Yodogimi fosse una strega e che avesse ammaliato Hideyoshi, tentando così di governare il Giappone nascondendosi dietro di lui. 

Probabilmente fu Tokugawa Ieyasu a mettere in giro queste voci, cercando un pretesto per allontanare i daimyō da Yodogimi, che dopo la morte di Hideyoshi era divenuta de facto leader della casa dei Toyotomi.

## Al di fuori della storia
Yodogimi compare nel romanzo Shōgun di James Clavell, sotto il nome di Ochiba. Il personaggio, a parte per alcuni dettagli, è abbastanza fedele al modello storico. 

Compare anche nel videogioco Kessen, come leader del clan Toyotomi in cerca di alleati per la sua causa.